# Illes Roca
Les illes Roca són un grup de petites illes i illots rocosos situats entre els illots Cruls i Anagrama, al costat sud del passatge Francés a l'arxipèlag Wilhelm, enfront de la costa oest de la península Antàrtica. Les illes Argentina es troben 16 quilòmetres al sud-est.
L'illa major rep el nom de Locator.

## Història i toponímia
Van ser descobertes i cartografiades per la Tercera Expedició Antàrtica Francesa del 1903-1905 i la Quarta del 1908-1910, totes dues al comandament de Jean-Baptiste Charcot, qui les va anomenar en honor a Juliol Argentí Roca, president de la Nació Argentina durant dos períodes (1880-1886 i 1898-1904).
Han figurat incorrectament amb el nom d'illots Rocca en cartes nàutiques xilenes i estatunidenques. El nom Roca també va anar incorrectament aplicat als illots Anagrama en publicacions argentines i britàniques.
Al març del 1958, van tornar a ser cartografiades pel British Antarctic Survey, des del vaixell John Biscoe, amb ajuda de fotografies aèries de l'helicòpter del HMS Protector. Després d'aquest treball, el Comitè de Topònims Antàrtics del Regne Unit va identificar correctament les illes Roca, diferenciant-los dels illots Anagrama.

## Reclamacions territorials
L'argentina inclou les illes en el departament Antàrtida Argentina dins de la província de Terra del Foc, Antàrtida i Illes de l'Atlàntic Sud; per a Xile formen part de la comuna Antàrtica de la província Antàrtica Xilena dins de la Regió de Magallanes i de l'Antàrtica Xilena; i per al Regne Unit integren el Territori Antàrtic Britànic. Les tres reclamacions estan subjectes a les disposicions del Tractat Antàrtic.
Nomenclatura dels països reclamants: 
- l'Argentina: islotes Roca[5][6]
- Xile: islotes Roca[7]
- Regne Unit: Roca Islands[3]